# Transcaratteristica
Si definisce transcaratteristica (o più semplicemente caratteristica) la funzione di trasferimento che, in uno strumento di misura, lega la grandezza d'uscita con la grandezza d'ingresso:
{\displaystyle G_{\text{out}}=f\left(G_{\text{inp}}\right)}
dove:
- {\displaystyle G_{\text{out}}} = grandezza d'uscita;
- {\displaystyle G_{\text{inp}}} = grandezza d'ingresso;
- {\displaystyle f} = transcaratteristica.

Sebbene il concetto è applicabile in linea di principio a qualsiasi strumento, è di fondamentale importanza nei sensori e nei trasduttori, in quanto questa costituisce la caratteristica metrologica che li definisce.
Un semplice esempio:
quando ci si riferisce ad un trasduttore avente caratteristica di 1 V/bar, si intende un trasduttore di pressione che per ogni bar di pressione d'ingresso, genera una tensione d'uscita di 1 V (2 bar ⇒ 2 V, ecc.). 
Determinare la transcaratteristica di uno strumento (e in particolar modo di un trasduttore) è d'estrema importanza per almeno due motivi:
1. caratterizzare la risposta ingresso-uscita, allo scopo di definirne la precisione in rapporto alla caratteristica nominale (nel caso più semplice determinarne l'errore di linearità);
2. fornire i parametri che permettano una precisa traduzione in unità ingegneristica del segnale d'uscita (ad esempio i parametri per il corretto settaggio della strumentazione di lettura).

## Transcaratteristica, sensibilità e VIM
Il concetto di transcaratteristica è strettamente legato al concetto di sensibilità.
Il Vocabolario Internazionale di Metrologia (VIM) definisce la sensibilità come la variazione della risposta di uno strumento di misura divisa per la corrispondente variazione del segnale d'ingresso.
Per quanto definito, nell'uso comune viene spesso fatto corrispondere il concetto di sensibilità con quello di transcaratteristica. Riprendendo l'esempio descritto nel paragrafo precedente:
spesso ci si riferisce ad un trasduttore di pressione come avente la sensibilità di 1V/bar (oppure la sensibilità di 10V con fondo scala di 10 bar).
In realtà questa corrispondenza costituisce una semplificazione, in quanto, negli strumenti reali la sensibilità varia (in diversa misura) con il valore del segnale d'ingresso; in pratica non è costante per tutto il campo di misura dello strumento. Ad esempio, è facile trovare strumentazione con sensibilità significativamente più basse quando la grandezza d'ingresso è prossima al valore di zero o al valore di fondo scala.

## Transcaratteristica ideale e reale
Come intuibile, gli utenti si aspettano che la strumentazione si presenti idealmente con sensibilità costante, vale a dire con il rapporto tra la grandezza d'uscita e quella d'ingresso sempre uguale:
{\displaystyle k={\frac {G_{\text{out}}}{G_{\text{inp}}}}}
dove:
- {\displaystyle G_{\text{out}}} = grandezza d'uscita;
- {\displaystyle G_{\text{inp}}} = grandezza d'ingresso;
- {\displaystyle k} = sensibilità costante.

Tale comportamento è anche definito lineare in quanto, graficamente, si può rappresentare in un ipotetico grafico cartesiano Ginp-Gout come una retta, la cui pendenza è proporzionale alla sensibilità.
Il motivo per cui gli utilizzatori ritengono che la strumentazione debba avere comportamento lineare si può riassumere:
- intuitività del comportamento dello strumento;
- riduzione degli errori di misura;
- facilità nell'uso della strumentazione.

I costruttori di strumentazione si sforzano di realizzare strumenti con transcaratteristiche perfettamente lineari ma, nella pratica, ciò non è realmente possibile, e solo approssimando il loro reale comportamento si può definirli come tali.
Il fatto che la transcaratteristica reale dello strumento non sia uguale a quella che ci si aspetta, costituisce una fonte di errore sistematico. Più in generale, quando lo strumento viene usato per delle misure, lo scostamento tra il modello teorico scelto (e usato) per descriverne il comportamento, e il comportamento reale, costituisce un errore che incide nella precisione della misura.
In molti casi è possibile trovare un modello teorico (non lineare) che descriva meglio il comportamento reale degli strumenti, riducendo sensibilmente gli errori sistematici che si generano per gli scostamenti sopra citati; anche se questo spesso si scontra con problematiche legate alla facilità d'uso di questi modelli. Per quanto detto, si intuisce che l'entità degli errori di misura sono collegati direttamente alla scelta del modello teorico di comportamento dello strumento usato. Comunque, per una tacita intesa tra produttori e utenti, il modello di riferimento rimane quello lineare. 
L'errore sistematico che deriva dallo scostamento tra il modello teorico lineare (quando scelto per descrivere il comportamento di uno strumento) e il comportamento reale, viene chiamato errore di linearità.
Nota: Nell'uso comune vengono chiamati impropriamente "errori di linearità" gli scostamenti che vengono rilevati, anche quando non si usa un modello di riferimento lineare (vedi paragrafi successivi).

## Determinazione della transcaratteristica
L'operazione che permette di determinare la transcaratteristica di uno strumento è detta taratura. Tramite quest'operazione si determina la sensibilità dello strumento lungo il suo campo di misura.
In teoria, effettuando infinite e contigue misure della grandezza d'ingresso, e della corrispondente grandezza d'uscita, è possibile rilevare la transcaratteristica reale dello strumento.
In pratica, tempi, costi e alcune questioni tecniche, limitano il numero di condizioni ingresso-uscita che è possibile misurare con la precisione necessaria. Tipicamente una taratura viene effettuata su 5-10 di queste condizioni (chiamate punti di taratura) e solo in rarissimi casi si arriva a 20 punti. Su questo limitato numero di punti devono essere fatte tutte le considerazioni del caso.
Secondo la normativa ISO GUM (Guida alla determinazione dell'incertezza di misura) sono necessari 8 punti di taratura per determinare la transcaratteristica e gli errori ad essa associata. Altre normative permettono la determinazione di queste ultime con soli 5 punti di taratura.

## Modellizzazione della transcaratteristica
Dato per assodato che uno strumento reale presenterà una transcaratteristica non ideale, risulta necessario scegliere un modello teorico che, da una parte si presenti di facile utilizzo, e dall'altra possa descrivere con sufficiente precisione il comportamento reale dello strumento.
Nella scelta di modello bisogna tenere presente i seguenti punti:
- cercare un modello che possa ridurre al minimo lo scarto con la transcaratteristica reale;
- cercare il più semplice modello possibile, in modo che sia facilmente usabile dagli utilizzatori;
- cercare un modello supportato dai moderni strumenti di visualizzazione e memorizzazione programmabile (indicatori digitali, acquisitori, ecc.);
- non cercare modelli eccessivamente complessi che, pur riducendo lo scarto con la transcaratteristica reale, presentino scarti molto più piccoli degli altri contributi d'incertezza (ad es. ripetibilità, stabilità, ecc.), in quanto non se ne trarrebbe benefici godibili.

In linea di massima, modelli complessi riducono gli errori, ma sono anche più difficilmente utilizzabili nell'uso comune.

### Modello lineare
Il modello lineare è quello dove il rapporto tra la grandezza d'ingresso e quella d'uscita risulta essere sempre una costante.
In pratica si assume che lo strumento debba avere una sensibilità k costante per tutto il campo di misura, e ogni reale deviazione da questo assunto sia un errore.
Le principali caratteristiche di questo modello sono:
- è il modello più semplice; gli utilizzatori possono trasformare il segnale d'uscita in unità ingegneristica, attraverso un semplice fattore moltiplicativo o con una proporzione;
- gli strumenti di visualizzazione e memorizzazione programmabile supportano direttamente questa modellizzazione (attraverso il settaggio di due punti su cui fare la proporzione);
- è il modello di riferimento, quello che l'utente si aspetta di ottenere dallo strumento.

#### Interpolazione a due punti
Questo è il modello più semplice e talvolta viene anche chiamato  modello a linearità dipendente. Esso definisce la transcaratteristica teorica come una retta passante per i due punti che esprimono la sensibilità al valore più basso e più alto del campo di misura dello strumento.
Questo modello è molto semplice e pratico da usare (la trasformazione da lettura diretta a unità ingegneristica può essere fatta con una semplice proporzione), ma ovviamente evidenza tutti gli errori di linearità dello strumento.
Quando viene scelto tale modello, la transcaratteristica viene espressa indicando i due punti, esempio:
0 bar = 0,5 V;
200 bar = 4,5 V.
Quando il punto più basso è uguale a zero (esempio 0 bar = 0 V) viene spesso espresso il solo valore di fondo scala.

#### Retta passante per l'origine
Questo modello esprime la transcaratteristica dello strumento come una retta passante per l'origine del grafico cartesiano (il punto d'intersezione tra la scala della grandezza d'uscita e quella d'ingresso): in pratica si dà per scontato che quando il segnale in ingresso è zero, lo è anche il segnale d'uscita.
La funzione che esprime questo modello si può riassumere in:
{\displaystyle G_{\text{out}}=k\cdot G_{\text{inp}}}
dove k è la sensibilità nominale dello strumento.
Un trasduttore di pressione potrebbe ad esempio essere caratterizzato come segue:
sensibilità = 1 V/bar.
La sensibilità nominale "k" si ricava calcolando il coefficiente che esprime la pendenza della retta di regressione lineare, ottenuta con il metodo dei minimi quadrati, applicata ai valori ottenuti dalla taratura dello strumento.
Questo modello, pur non riuscendo a ricostruire fedelmente la transcaratteristica reale di uno strumento, è semplice e molto pratico da usare.
Viene usato in particolar modo per strumenti che:
- si prevede che verranno usati spesso in prossimità del valore di zero;
- hanno uno zero strumentale di riferimento con un importante significato fisico-strutturale (esempio nei manometri);
- subiscono un azzeramento prima dell'uso (esempio: l'operazione di tara nelle bilance o nei dinamometri).

#### Retta non passante per l'origine
Questo modello esprime la transcaratteristica dello strumento come una retta non passante per l'origine:
{\displaystyle G_{\text{out}}=k\cdot G_{\text{inp}}+o}
dove:
- k è la sensibilità nominale dello strumento;
- o è l'offset dell'uscita quando la grandezza d'ingresso è uguale a zero.

Come per il caso precedente, la sensibilità nominale "k" e il valore "o" di offset, si ricava calcolando i parametri caratteristici della retta di regressione lineare ottenuta con il metodo dei minimi quadrati, a partire dai valori ottenuti dalla taratura dello strumento.
Questo modello ha la caratteristica di ridurre l'errore di linearità rispetto al caso precedente, ma, quando viene usato in pratica, può generare errori relativi molto elevati in prossimità del valore di zero.
Viene usato in particolar modo per strumenti che non hanno uno zero strumentale di riferimento (esempio dei trasduttori di spostamento) o su cui non viene eseguita l'azzeramento della tara.

### Curve caratteristiche
Cercando un modello che esprima con maggiore precisione la transcaratteristica reale di uno strumento, si può usare un modello a curva; questa viene anche definita come curva caratteristica dello strumento.
Questi modelli trovano importanti applicazioni con strumenti che, già a causa del loro principio di funzionamento, presentano un comportamento non lineare; esempio:
- strumenti che lavorano sul principio della deformazione meccanica di un materiale (celle di carico, trasduttori di pressione, torsiometri, ecc..);
- strumenti che lavorano sulla variazione di un campo elettrico o magnetico (sensori capacitivi, sensori Hall, ecc..);
- strumenti di conversione termoelettrica (termocoppie, NTC, ecc..).

A seconda dei risultati ottenuti dalla taratura, possono essere scelte curve di differente tipo. Le curve più usate sono:
- curva polinomiale di 2º grado:
{\displaystyle G_{\text{out}}=k_{1}\cdot G_{\text{inp}}^{2}+k_{2}\cdot G_{\text{inp}}+m}
- curva polinomiale di 3º grado:
{\displaystyle G_{\text{out}}=k_{1}\cdot G_{\text{inp}}^{3}+k_{2}\cdot G_{\text{inp}}^{2}+k_{3}\cdot G_{\text{inp}}+m}
- curva esponenziale.

A parte strumenti realizzati appositamente per leggere termocoppie, raramente questo tipo di modello viene supportato direttamente dai dispositivi di visualizzazione, pertanto per la conversione si usa spesso post-elaborare le misure con dei fogli di calcolo. Tutto ciò comporta due fondamentali problemi:
1. non può essere utilizzato in strumentazione destinata al monitoraggio in tempo reale della grandezza oggetto di misura;
2. la conversione (in fase di post-elaborazione) dei rilievi d'uscita nella relativa unità ingegneristica, rende l'utilizzo di questo modello complesso e poco pratico.

Tuttavia il modello a curve è utilizzato dove è necessario diminuire l'errore di linearità e conseguentemente aumentare la precisione delle misure.

### Modello a spezzata
Il modello a spezzata esprime la transcaratteristica come un insieme contiguo di segmenti a pendenza differente. Questo modello è usato per descrivere la transcaratteristica di strumenti che presentano nella realtà spiccate discontinuità della sensibilità.
Recentemente lo sviluppo delle modalità di settaggio dei visualizzatori e dei dispositivi di memorizzazione (registratori, acquisitori), ha portato di fatto all'uso di questo tipo di modello. Infatti, molti strumenti elettronici possono essere settati per trasformare il segnale elettrico d'ingresso nell'opportuna unità ingegneristica, utilizzando delle tabelle di  correlazione ricavate dalla taratura dei trasduttori. In pratica l'operatore inserisce i valori dei punti di taratura nello strumento di lettura, quest'ultimo provvede alla visualizzazione in unità ingegneristica facendo la proporzione tra i due punti di taratura più prossimi al segnale elettrico reale d'ingresso.
Se si dispone di un alto numero di punti di taratura, l'utilizzo dei risultati di taratura in questo modo permette di ottenere delle misure molto precise, in quanto ci si avvicina meglio al reale comportamento dello strumento.
È evidente che, quando non supportato direttamente dai visualizzatori o dai dispositivi di memorizzazione, l'uso di questo modello è particolarmente complesso.

## Assenza di un modello
In casi particolari, gli strumenti si sottraggono del tutto alla ricerca di un modello che ne rappresenti il comportamento lungo il campo di misura, particolarmente dove non ha senso parlare di sensibilità o di transcaratteristica.
Un caso ovvio è quando lo strumento è costruito per generare un valore fisso della grandezza d'uscita, come ad esempio per i pesi e per le pile campione. In tal caso non si può parlare di sensibilità e si può solo caratterizzare il valore della grandezza d'uscita, con un'incertezza nota.
Un altro caso è quando lo strumento viene usato solo su alcuni specifici punti del campo di misura, noti a priori. In tal caso si determina le sensibilità solo su questi specifici punti, alla quale sarà associata un'incertezza di misura derivata dall'analisi delle altre caratteristiche metrologiche. La taratura che si attua per questo modo di caratterizzare (e di utilizzare) lo strumento è definita taratura a punti singoli.
Un esempio potrebbe essere un manometro il cui unico scopo è quello di verificare che una pressione non superi una soglia: in tal caso, sebbene lo strumento potrebbe leggere su tutto il campo di misura, quello che veramente è necessario caratterizzare, è la sua misura al valore di soglia; il comportamento sul resto del campo di misura potrebbe essere trascurato.